# Hökatjärnen, Västmanland
Hökatjärnen är en sjö i Lindesbergs kommun i Västmanland och ingår i Norrströms huvudavrinningsområde.